# Alvesta GIF

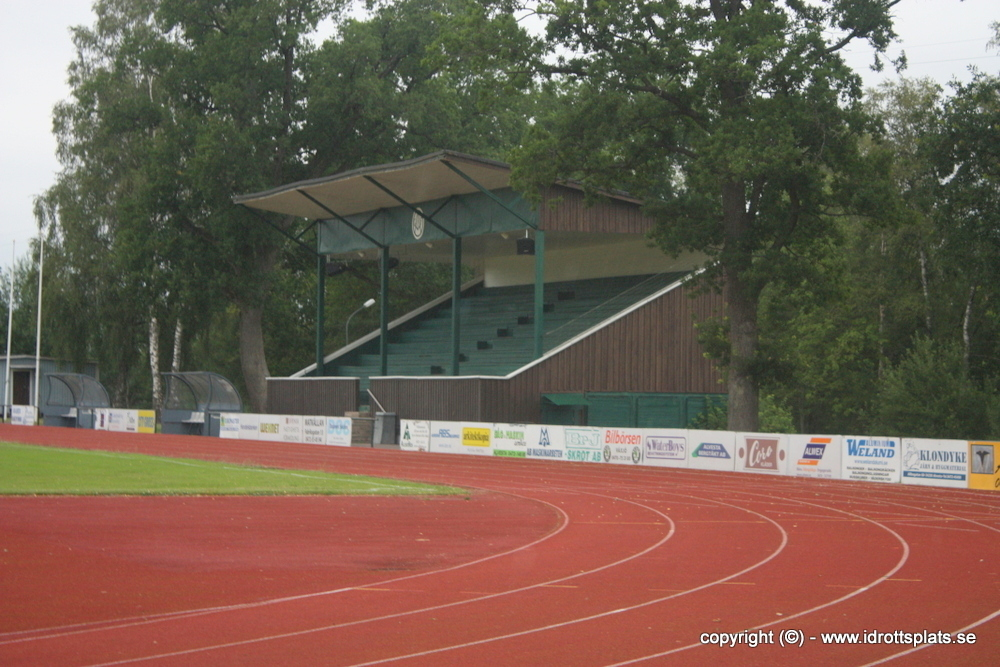

Alvesta GIF eller Alvesta GoIF är en fotbollsklubb från Alvesta, Småland.
Klubben bildades 1908 av Fritz Berg och är därmed en av Smålands äldsta fotbollsföreningar. Nuvarande ordförande är Glenn Gunnarsson.

Idrottsplats: Virdavallen
Virdavallen invigdes 1933. Träläktaren är från 1939. Publikrekordet är 2853 personer 13 augusti 1986, sjätte omgången av Scandiacupen mot IFK Göteborg som vann med 9-0.

## Herrlaget
AGIF:s mest framgångsrika år var 1977-79 då man spelade i div 2 (nuvarande Superettan). Efter att ha haft besvärliga år i början på 2000-talet med tre degraderingar, har man under de senaste åren haft ett rejält uppsving med två avancemang, samt flera kvalspel till division 3 som nykomlingar. För närvarande (2021) spelar laget i Division 4 och tränas av Joakim Spångberg.
2002: 4:a i Div. 3 SÖ 
2003: 9:a i Div.3 SV. Kvalade för div 3, men lyckades inte behålla platsen.
2004: 7:a i Div.4 Elit Västra 
2005: 12:a i Div.4 Elit Västra
2006: 11:a i Div.4 SV
2007: 2:a i Div.5 Södra. Kvalade till div 4, men klarade ej ett avancemang.
2008: 1:a i Div.5 Södra
2009: 4:a i Div.4 SV
2010: 2:a i Div.4 SV , uppflyttade till Div.4 Elit.
2011: 4:a i Div.4 Elit Västra. Kvalade till div 3, men klarade ej ett avancemang.
2012: 4:a i Div.4 Elit Västra. Kvalade till div 3, men klarade ej ett avancemang.
2013: 4:a i Div.4 Elit Södra. Kvalade till div 3, men klarade ej ett avancemang.

## Damlaget
AGIF:s damer spelar i division 2 (2017).

## Övrigt
Det var i föreningen som förre förbundskaptenen Tommy Svensson inledde sin storslagna tränarkarriär.
Den före detta svenska landslagsmannen Göran Hagberg var fram till 2014 målvaktstränare i klubben.